# Liste der Bodendenkmäler in Füssen
Auf dieser Seite sind die Bodendenkmäler in der schwäbischen Stadt Füssen zusammengestellt. Diese Tabelle ist eine Teilliste der Liste der Bodendenkmäler in Bayern. Grundlage ist die Bayerische Denkmalliste, die auf Basis des Bayerischen Denkmalschutzgesetzes vom 1. Oktober 1973 erstmals erstellt wurde und seither durch das Bayerische Landesamt für Denkmalpflege geführt wird. Die folgenden Angaben ersetzen nicht die rechtsverbindliche Auskunft der Denkmalschutzbehörde.

## Bodendenkmäler in Füssen
| Lage       | Objekt | Akten-Nr.     | Bild                              |
| ---------- | --- | ------------- | --------------------------------- |
| (Standort) | Burg Hopfen. Burg des hohen und späten Mittelalters. | D-7-8330-0019 | weitere Bilder                    |
| (Standort) | Schlagplatz des Mesolithikums. | D-7-8330-0023 |                                   |
| (Standort) | Mittelalterliche und frühneuzeitliche Befunde im Bereich der Kath. Pfarrkirche St. Peter in Hopfen.                                                              | D-7-8330-0095 |                                   |
| (Standort) | Burgstall Oberdeusch. Burgstall des späten Mittelalters und der frühen Neuzeit.                                                                                  | D-7-8429-0014 | weitere Bilder                    |
| (Standort) | Siedlung der römischen Kaiserzeit. | D-7-8429-0015 |                                   |
| (Standort) | Abri des Spätpaläolithikums. | D-7-8429-0020 | Abri des Spätpaläolithikums       |
| (Standort) | Mittelalterliche und frühneuzeitliche Befunde im Bereich der Kath. Filialkirche St. Nikolaus in Oberkirch.                                                       | D-7-8429-0029 |                                   |
| (Standort) | Mittelalterliche und frühneuzeitliche Befunde im Bereich der Kath. Pfarrkirche St. Walburga in Weißensee                                                         | D-7-8429-0031 |                                   |
| (Standort) | Via Claudia Augusta. Straße der römischen Kaiserzeit. | D-7-8430-0001 |                                   |
| (Standort) | Station des Mesolithikums. | D-7-8430-0002 | Station des Mesolithikums         |
| (Standort) | Kastell und Körpergräber der späten römischen Kaiserzeit sowie mittelalterliche und frühneuzeitliche Befunde im Bereich des Hohen Schlosses und der Veitkapelle. | D-7-8430-0004 |                                   |
| (Standort) | Mittelalterliche und frühneuzeitliche Befunde im Bereich des Klosters St. Mang.                                                                                  | D-7-8430-0005 |                                   |
| (Standort) | Station des Paläolithikums. | D-7-8430-0034 |                                   |
| (Standort) | Blutanger. Körpergräber der späten Neuzeit. | D-7-8430-0047 |                                   |
| (Standort) | Mittelalterliche und frühneuzeitliche Befunde im Bereich der Altstadt von Füssen.                                                                                | D-7-8430-0048 |                                   |
| (Standort) | Spätmittelalterliche Stadtbefestigung von Füssen. | D-7-8430-0049 |                                   |
| (Standort) | Pfalz der Karolingerzeit. | D-7-8430-0050 |                                   |
| (Standort) | Mittelalterliche und frühneuzeitliche Befunde im Bereich der Füssener Lechvorstadt                                                                               | D-7-8430-0051 |                                   |
| (Standort) | Frühneuzeitliche Befestigung der Füssener Lech- und Spitalvorstadt.                                                                                              | D-7-8430-0052 |                                   |
| (Standort) | Mittelalterliche und frühneuzeitliche Befunde im Bereich der Kath. Spitalkirche Heilig Geist                                                                     | D-7-8430-0053 |                                   |
| (Standort) | Mittelalterliche und frühneuzeitliche Befunde im Bereich der Kath. Franziskanerklosterkirche St. Stephan.                                                        | D-7-8430-0054 |                                   |
| (Standort) | Siedlung der römischen Kaiserzeit. | D-7-8430-0056 | Siedlung der römischen Kaiserzeit |
| (Standort) | Mittelalterliche und frühneuzeitliche Befunde im Bereich der Kath. Kapelle St. Silvester in Eschach.                                                             | D-7-8430-0058 |                                   |
| (Standort) | Mittelalterliche und frühneuzeitliche Befunde im Bereich der Kath. Filialkirche zu Unserer Lieben Frau am Berg.                                                  | D-7-8430-0066 |                                   |